# Гранхено (Тексас)
Гранхено (енгл. Granjeno) град је у америчкој савезној држави Тексас. По попису становништва из 2010. у њему је живело 293 становника.

## Демографија
Према попису становништва из 2010. у граду је живело 293 становника, што је 20 (6,4%) становника мање него 2000. године.
| Група             | 2000.       | 2010.       |
| Белци             | 1 (0,3%)    | 0 (0,0%)    |
| Афроамериканци    | 0 (0,0%)    | 0 (0,0%)    |
| Азијати           | 1 (0,3%)    | 0 (0,0%)    |
| Хиспаноамериканци | 311 (99,4%) | 292 (99,7%) |
| Укупно            | 313         | 293         |